# Saison 5 de Covert Affairs
Chronologie
Saison 4
Cet article présente le guide des épisodes de la cinquième saison de la série télévisée américaine Covert Affairs.

## Généralités
- Cette cinquième et ultime saison est composée de 16 épisodes.

- Aux États-Unis, cette saison est diffusée entre le 24 juin 2014 et le 18 décembre 2014.

## Synopsis
Une jeune stagiaire polyglotte de la CIA, Annie Walker, est subitement promue. Alors qu'elle pense le devoir à ses capacités linguistiques, la véritable raison semble être pour la CIA d'attirer et de capturer Ben, l'homme qui lui a brisé le cœur et dont elle ignore tout. Pour l'aider dans ses nouvelles fonctions, elle est épaulée par August « Auggie » Anderson, un officier de la CIA ayant perdu la vue en Irak et de Jai Willcox, fils d'un ancien ponte de la CIA, mais si elle peut avoir confiance en Auggie en est-il de même pour Jai ...

## Distribution de la saison

### Acteurs principaux
- Piper Perabo : Anne-Catherine « Annie » Walker
- Christopher Gorham : August « Auggie » Anderson
- Kari Matchett : Joan Campbell
- Hill Harper : Calder Michaels

### Acteurs récurrents
- Peter Gallagher : Arthur Campbell
- Nic Bishop : Ryan McQuaid
- Michael A. Goorjian : Borz Altan
- Dylan Taylor : Eric Barber
- Perrey Reeves : Caitlyn Cook
- Amy Jo Johnson : Hayley Price
- Nazneen Contractor : Sydney
- Shawn Doyle : Aleksandre Belenko
- Oded Fehr : Eyal Lavine

## Épisodes

### Épisode 1:La Revenante
- États-Unis : 24 juin 2014 sur USA Network

- Nic Bishop (Ryan McQuaid)
- Michael A. Goorjian (Borz Altan)
- Nazneen Contractor (Sydney)
- Haaz Sleiman (Khalid Ansari)
- Dylan Taylor (Eric Barber)
- James Gilbert (Charles Schinderman)

### Épisode 2:Double Traque
- États-Unis : 1er juillet 2014 sur USA Network

- Nic Bishop (Ryan McQuaid)
- Michael A. Goorjian (Borz Altan)
- Perrey Reeves (Caitlyn Cook)
- Amy Jo Johnson (Hayley Price)

### Épisode 3:Plan d'Urgence
- États-Unis : 8 juillet 2014 sur USA Network

- Nic Bishop (Ryan McQuaid)
- Michael A. Goorjian (Borz Altan)
- Perrey Reeves (Caitlyn Cook)
- Amy Jo Johnson (Hayley Price)
- Nazneen Contractor (Sydney)
- Ian Fisher (Patrick)
- Greg Gale (Roger Bennett)
- Kate Trotter (Senateur Claire Pierson)
- Damir Andrei (Senateur Douglas Kelly)

### Épisode 4:Un Secret Inavouable
- États-Unis : 15 juillet 2014 sur USA Network

- Oded Fehr (Eyal Lavine)
- Damir Andrei (Sénateur Douglas Kelly)
- Marie-Josée Colburn (Melinda Wilson)
- Greg Gale (Roger Bennett)
- Michael Cram (Harris Wilson)
- Peter Ellery (Sénateurr Wolpert)

### Épisode 5:Promesse et Trahison
- États-Unis : 22 juillet 2014 sur USA Network

- Marton Csokas (Ivan Kravec)
- Liane Balaban (Natasha Petrovna)
- Ian Fisher (Patrick)

### Épisode 6:Situation Critique
- États-Unis : 29 juillet 2014 sur USA Network

- Marton Csokas (Ivan Kravec)
- Liane Balaban (Natasha Petrovna)
- Magdalena Alexander (Yana Starkov)
- Melanie Merkosky (Lara Andrews)

### Épisode 7:Dans le camp ennemi
- États-Unis : 5 août 2014 sur USA Network

- Max Martini (Nathan Mueller)
- Liane Balaban (Natasha Petrovna)
- Adoni Maropis (Hasad Vahid)
- Rossif Sutherland (Tony)

### Épisode 8:En quête de vérité
- États-Unis : 12 août 2014 sur USA Network

- Greg Gale (Roger Bennett)
- Darrin Baker (Bill Benedict)
- Joel Keller (Allen Langer)
- Matthew MacFadzean (Alex Jackson)

### Épisode 9:La confiance en règne
- États-Unis : 19 août 2014 sur USA Network

- Perrey Reeves (Caitlyn Cook)
- Joel Keller (Allen Langer)
- Rick Roberts (Député Joseph Nichols)
- Adriano Sobretodo Jr. (Médecin)

### Épisode 10:Le fugitif
- États-Unis : 26 août 2014 sur USA Network

- Shawn Doyle (Aleksandre Belenko)
- Richard Topol (Maxim)
- Rossif Sutherland (Tony)

### Épisode 11:Le chat et la souris
- États-Unis : 6 novembre 2014 sur USA Network

- Shawn Doyle (Aleksandre Belenko)
- Oded Fehr (Eyal Lavine)
- Lynn Collins (Olga Akarova)
- Rossif Sutherland (Tony)
- Daniel Kash (Mashkov)
- Rachel Wilson (Infirmière Susan)

### Épisode 12:Les mains liées
- États-Unis : 13 novembre 2014 sur USA Network

- Josette Eales (Britta Kaplan)
- Joel Keller (Allen Langer)
- Lynn Collins (Olga Akarova)

### Épisode 13:Quoi qu'il en coûte
- États-Unis : 20 novembre 2014 sur USA Network

- Greg Hovanessian (Mark)
- Daniel Kash (Mashkov)
- Joel Keller (Allen Langer)
- Lynn Collins (Olga Akarova)
- Matthew Bennett (Dr. Bryan Shumer)

### Épisode 14:Une question de temps
- États-Unis : 4 décembre 2014 sur USA Network

- Rossif Sutherland (Tony Salgado)
- Ron Lea (Commandeur Richard Wheeler)
- Kenny Johnson (James Decker)

- Rossif Sutherland (Tony Salgado)
- Ian Fisher (Patrick)
- James Gilbert (Charles Schinderman)
- John Callander (Omar Zakayev)

### Épisode 15:Le dernier survivant
- États-Unis : 11 décembre 2014 sur USA Network

- Richard Topol (Maxim)
- Daniel Kash (Mashkov)
- Kenny Johnson (James Decker)
- Ian Fisher (Patrick)

### Épisode 16:Affaire Classée
- États-Unis : 18 décembre 2014 sur USA Network

- Ana Ortiz (Karen Coughlin)
- Nazneen Contractor (Sydney)
- Joel Keller (Allen Langer)
- Rick Roberts (Député DCI Joseph Nichols)